# Diego Martínez Carrera
Diego Andrés Martínez Carrera (Quito, Ecuador, 14 de julio de 1987) es un entrenador ecuatoriano de fútbol. Actualmente dirige a la Universidad Católica de la Serie A de Ecuador.

## Carrera
Martínez comenzó su carrera con el equipo de su ciudad natal, Liga de Quito, como entrenador del equipo sub-14. En 2021, se unió a Independiente del Valle como entrenador del equipo sub-18, antes de ser anunciado como entrenador de la selección sub-17 de Ecuador el 16 de julio de 2022.
Martínez dirigió a Ecuador en el Campeonato Sudamericano Sub-17 de 2023 y en la Copa Mundial Sub-17 de la FIFA de 2023, donde alcanzó el segundo lugar en el torneo sudamericano. El 25 de julio de 2024, dejó la selección nacional para unirse a Real Salt Lake, como entrenador del equipo sub-18.
El 20 de diciembre de 2024, Martínez regresó a su país natal tras ser nombrado entrenador del Universidad Católica del Ecuador.